# Mark Aitchison Young
Pour les articles homonymes, voir Young.
Mark Aitchison Young (30 juin 1886 - 12 mai 1974, 楊慕琦) est un administrateur britannique, puis gouverneur de Hong Kong pour une période juste un peu avant et après la Seconde Guerre mondiale.

## Biographie

### Jeunesse - Services durant la guerre
Young a reçu son éducation au collège secondaire de Eton et au King's College de l'université du Cambridge. Il est admis au service civil de Ceylan (maintenant le Sri Lanka) en 1909 et a servi chez les forces armées britanniques durant la Première Guerre mondiale.

### Administration coloniale
Young a été le principal assistant du secrétaire aux affaires coloniales de Ceylan de 1923 à 1928, il devient par la suite secrétaire colonial de la Sierra Leone de 1928 à 1930. De 1930 à 1933, il est par la suite secrétaire en chef de la mandature britannique de la Palestine.
Du 5 août 1933 au mois de mars 1938, il a servi en tant que Gouverneur de la Barbade. De novembre 1937 à février 1938, il est affecté au gouvernement de la Trinité-et-Tobago. Puis de 1938 à 1941, il a servi en tant que gouverneur et commandant en chef de la mandature britannique du Territoire Tanganyika.

### Gouverneur de Hong Kong et prisonnier de guerre
Il est gouverneur de Hong Kong entre 1941 et 1947. Hong Kong devient l'un des théâtres de la Guerre du Pacifique de la Seconde Guerre mondiale et est sous la menace d'une invasion japonaise.
À 8 h 00, le 8 décembre, 1941, quelques heures à peine après l'attaque de Pearl Harbor, Hong Kong est sous le feu des forces impériales japonaises. La bataille de Hong Kong dure 18 jours, elle se termine par la reddition de Young et de la colonie au général Takashi Sakai le 25 décembre.
Young devient alors prisonnier de guerre de décembre 1941 à août 1945. Il est d'abord incarcéré au camp d'internement de Stanley, sur les rives sud de l'île de Hong Kong, et il est plus tard déplacé, avec d'autres prisonniers de haut rang, vers un camp de prisonniers de guerre en Manchourie. Bien qu'il soit un prisonnier de haut rang, il est maltraité par les Japonais. Les Japonais sont défaits, se rendant en septembre 1945, les Britanniques reprenant le contrôle de la colonie.

### La période post-occupation japonaise
Young reprend ses responsabilités de gouverneur de Hong Kong le 1er mai 1946, après une courte période de récupération en Angleterre. À son retour, il propose des réformes politiques qui permettront aux résidents de Hong Kong de choisir leurs représentants au Conseil Législatif, espérant voir le nouveau conseil s'affairer aux tâches courantes et que ses décisions ne soient pas soumises à un veto, même à celui du gouverneur.
La réception de cette proposition a été plutôt froide parce que bon nombre de résidents de Hong Kong croyaient à ce moment que la colonie serait bientôt occupée par la république populaire de Chine. On avait peur que le Parti communiste chinois influence facilement les élections. Il en résulte que ces initiatives ont été par la suite abandonnés sous le terme du gouverneur Alexander Grantham. Young prend sa retraite en 1947.

### Vie personnelle
Son épouse était Josephine Mary et ont eu deux fils et deux filles.

## Distinctions
- Ordre de Saint-Michel et Saint-Georges Chevalier Grand-croix (GCMG) en 1946. Chevalier commandeur (KCMG) en 1934. Compagnon (CMG) en 1931